# 李實 (1903年)
李實（1903年8月9日—1983年1月5日）。原名抱一，又名栋勋，号鹿门，化名李襄群、魏抱一、魏维凡、张子云、李平英等。湖北襄阳东津湾南门外杨家巷人。曾任中共满洲省委书记、江苏省委组织部长。

## 生平
七一五事变后，按照湖北省委命令，带领500工农武装和100多名青年到叶挺第十一军参加南昌起义。起义部队在广东揭阳汤坑失败，李实突围后从潮州经汕头、上海辗转到武汉，于1927年11月中旬回到襄阳。1931年4月，任中央组织部巡视员，巡视河南、河北、山东、满洲四省；巡视报告受到王明的临时中央政治局的赞赏。1932年6月临时中央召开的北方会议上，满洲省委书记罗登贤受批判，新任省委书记华岗化名刘少陵赴任途中被捕。1932年7月李实（魏抱一）任满洲省委组织部长并代理省委书记，贯彻执行北方会议精神。1932年9月8日，奉天特委为纪念“九一八事变”一周年，连续三天编印传单《告奉天工、农、兵及劳苦群众书》，《告满洲士兵书》，《告奉天农友书》上街发放，日本宪兵加紧了对奉天地下党组织的侦察和搜捕活动。由于遭人举报，张霭风、张子和、张俊芝、关天星、尹昌燮、黄哲焕（后叛变）、崔运河、李丕文、李军镐、柳顺春（李军镐之妻）等10名共产党员被捕，奉天特委被破坏。1933年4月25日，满洲省委改组，李实任满洲省委书记。指示奉天特委发展罢工运动，搞飞行集会、散发传单。曾起草《满洲省委接受一·二六指示信决议》、《东北人民革命军第一军独立师宣言》等，提出了团结一切力量反对日本帝国主义的统一战线。1933年5月在哈尔滨道里区十一道街一个半地下室召开了省委扩大会议，传达《一·二六指示信》。担任省委书记期间，还领导了哈尔滨水灾灾民的反破孩斗争。主持开除了赵尚志、张甲洲的党籍。1933年9月李实奉命调离东北，中央任命省委宣传部长李耀奎任满洲省委代理书记。11月李实任江苏省委组织部长。1934年3月在上海公共租界被捕、被引渡。出狱后声明脱党。1935年在武昌艺专任教，在武昌创办扬子江出版社，翻印发行《解放》周刊，以李实笔名出版《宣传·组织·武装》一书，开设新知书店襄阳分店等。1937年3月，再次被捕。
抗日战争后，经董必武营救保释出狱。1938年2月，随左觉农（夏忠武）回襄阳，开展党的活动和抗日宣传活动。1941年11月，被鄂豫边区党委派交通接入边区任边区人民代表大会秘书长，1942年3月任边区行政公署教育处长，后兼任鄂东专员、黄安县县长、鄂北专署副专员。
1946年到上海筹备中国解放区救济总会上海办事处。后重新入党。曾任中原解放区救济总会秘书长，桐柏行署副主任。1948年随军南下，参加襄樊战役。1949年2月，任中原人民政府民政部长。
1949年后任湖北省民政厅长，文教厅党组书记、厅长，创办湖北教育学院并兼任院长。1952年11月调任中央教育部高等师范司副司长、司长。1958年12月，在审干中被康生清查，做为动摇分子和在东北执行王明左倾路线的骨干分子被开除党籍、撤销行政职务，由行政9级降为15级，1962年5月，经中央组织部介绍，湖北省人民政府任命李实为湖北省文史馆副馆长。1979年6月21日国家教育部彻底平反，恢复党籍，恢复司局级待遇。1980年当选湖北省政协常委。